# 鳡鱼大桥
鳡鱼大桥，位于中華人民共和國四川省攀枝花市盐边县鳡鱼彝族乡和渔门镇之间，柏观路和盐择路交汇处，是一座跨越二滩水库雅砻江支流鳡鱼河（又稱䲎魚河）的公路桥梁。鳡鱼大桥是为了替代观音岩大桥而建造，因此曾暂命名为观音岩二桥。

## 河流
鳡鱼河（䲎鱼河）是雅砻江右岸支流，沙坝以上称三源河，由永兴河、惠民河、新坪河三源汇流而成，横贯盐边县北部地区，是盐边县北部地区除雅砻江外最大河流。自永兴河与惠民河汇合口至注入雅砻江，长约24公里。在1954年美国陆军制图局1:25万中国地形图NG47-8（永胜）分图上用威妥瑪拼音和汉字对照标注名称为「HSI-AN HO 西安河」。二滩水电站建成蓄水后鳡鱼河（䲎鱼河）被完全淹没成狭长人工湖。由于沿岸的盐边老县城健康镇（古称阿所拉）被淹没，位于雅砻江和金沙江东岸原属攀枝花市仁和区管辖的安宁、新民、红格、和爱、新九5个乡于1990年7月划归盐边县，并在桐子林大坪地建立盐边新县城。

## 名称
「鳡鱼河」原写作「䲎鱼河」，「䲎」是地名用字，在当地读音同「鳡」，但字典均无收录此义项，仅作为「鮾」的异体字，在作为「鮾」的异体字时的普通话读音为「něi」，由繁体的「魚」和「敢」二字合成。中华人民共和国推行简化字后，并未简化该字。但渡口市及攀枝花市的政区图上，在河流名称处均生造了简化的「鱼」和「敢」组成的简化「䲎」字。进入计算机时代后，由于此简化的「䲎」字并不存在于字库中，因此无法用计算机输入简化字。而很多输入法对繁体「䲎」字的输入也支持不佳。故包括官方在内现在常用「鳡」字代替 （页面存档备份，存于），或用「鱼敢」二字作为一个字 （页面存档备份，存于）。
该桥梁名称自从定为「鳡鱼大桥」后，在各种场合一直使用「鳡」字。

## 观音岩大桥
观音岩大桥是二滩库区交通要道，是盐边县北部地区东北部共和片区的门户，1998年建成。桥梁型式为钢筋混凝土桥面系的含浅加劲桁架的单链柔式吊桥，设计荷载等级为汽车—10级，属二滩库区移民工程建设项目。随着盐边县经济社会的快速发展，观音岩桥的设计荷载和通行能力已经远远不能满足需求。2007年11月至2008年3月，西南交通大学结构工程试验中心进行了桥梁检测和荷载试验，结论为桥梁主要构件的混凝土强度低于设计强度等级，为较差的“三类”状态，应对桥梁进行中修并限载。2008年8月30日攀枝花地震后，桥梁状态更加恶化。考虑到原设计荷载等级偏低，2011年盐边县发改委批准重建新桥。

## 鳡鱼大桥
新的鳡鱼大桥位于老桥下游约80米处，为上承式拱桥，总投资6112万元。新桥全长270米，主跨200米，桥面宽度11.5米，其中车道宽7米。设计荷载公路-I级，人群荷载2.5kN/m2，设计行车速度40km/h。地震动峰值加速度为0.118g，设计洪水频率为1/100，航道等级为Ⅴ级航道。主桥采用对称结构，跨中设凸曲线，竖曲线半径为2000米，两侧纵坡为±3%。桥面行车道采用双向2%横坡，人行道采用1.5%倒坡。大桥主桥为净跨径L0=200米、净矢跨比F0/L0=1/7、拱轴系数m=2.268的等高截面悬链线拱，采用挂篮悬臂浇筑施工。拱箱为单箱双室结构，高3.8米，宽8米。拱箱分33个节段施工，其中两岸各设一个拱脚搭架现浇段，拱顶设一个吊架浇筑合龙段，其余30个均为挂篮悬臂浇筑段。拱上立柱采用双柱式，车道梁采用简支小箱梁，由4片小箱梁组成。下部结构也采用拱座+桩基础。
鳡鱼大桥于2013年3月10日开工建设（一说7月开工），2014年11月21日合龙，2015年7月22日正式通车。